# Heldon
Gli Heldon sono un gruppo musicale francese, formatosi nel 1974.

## Storia
Il progetto è nato e gestito da Richard Pinhas, chitarrista amatoriale nonché docente universitario.
Il primo lavoro, Electronique Guérilla, risente delle influenze prog e della musica elettronica in voga. Vede la partecipazione di Pierrot Roussel, futuro bassista dei Chrome.
La seconda opera, Allez Teia, è un disco interamente realizzato dal solo Pinhas. Rientra nel filone space rock.
It's Always Rock -n- Roll annovera la preziosa collaborazione di Patrick Gauthier, ex componente dei Magma.
Nel 1979 esce Stand By, considerato dalla critica come il lavoro migliore della formazione. Il portale Ultimate Classic Rock inserisce il long play tra i 50 album prog più importanti di sempre. L'opus numero sette contamina musica minimalista con venature krautrock.
Sciolti alla fine degli anni Settanta, Pinhas riprende a suonare live saltuariamente. L'ultimo album degli Heldon risale al 2022.

## Discografia
- 1974 - Electronique Guérilla
- 1974 - Allez Teia
- 1975 - It's Always Rock -n- Roll
- 1976 - Agneta Nilsson
- 1976 - Un Rêve Sans Conséquence Spéciale
- 1977 - Interface
- 1979 - Stand By
- 2001 - Only Chaos is Real
- 2022 - Antelast